# ビジターセンター

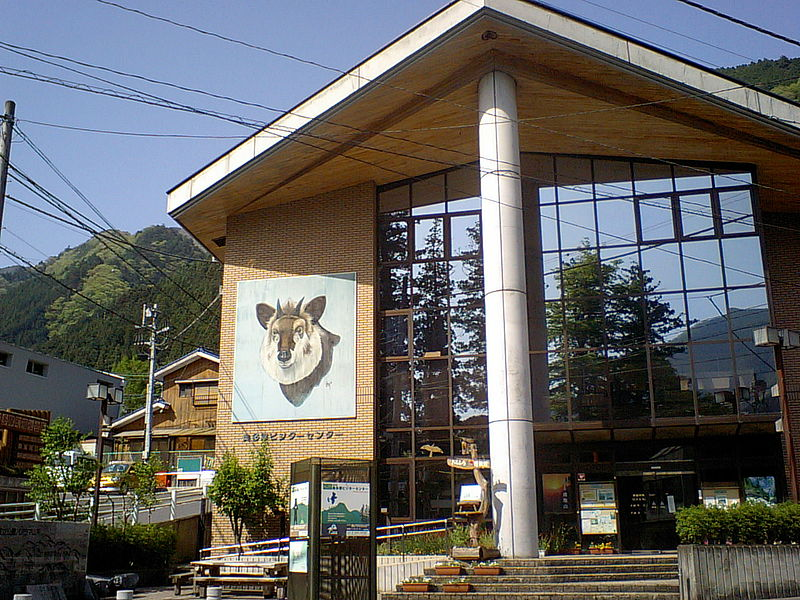
奥多摩ビジターセンター

ビジターセンター（英: Visitor center）は、国立公園や国定公園などにおいて、その自然（地形・地質・動植物）などの情報を展示・解説し、公園の利用案内を行っている施設のこと。

## 概要
国立公園や国定公園における自然とのふれあい活動を推進した施設で、環境学習などの機会を提供する場としても利用可能。季節が変わるごとに植物や昆虫の種類もめまぐるしく変わるため、ビジターセンターも季節ごとに楽しめる工夫がなされている。近年ではネットワーク社会の発達により、ホームページを開設しリアルタイムで公園の状況を開示するなど、より利用しやすい環境を整える施設もある。また、専門家を招いての自然体験プログラム（初心者向けコースや健脚コースなど選びやすい種類に分かれていることが多い。要予約制の場合があるため注意が必要）を有料で行うなどの工夫が見られる施設や、増加する外国人観光客向けに英語をはじめとする他言語での解説を行ったり高齢者や身体障害者への配慮が見られる施設も年々充実している。

## 主な活動内容
案内
国立公園や国定公園における自然や地理、動植物などの案内や、国立公園や国定公園の利用の案内を行っている。
情報提示
国立公園や国定公園における自然（地形・地質・動植物など）の情報を、ビデオ、写真、または模型などの展示品を使って提供している、また、図書館を併設しているビジターセンターもあり、自然関係の図書を閲覧することが出来る。
体験
自然体験プログラムを行う。木の実や葉っぱなどの自然の素材を使用した、子ども向けのクラフトのプログラムや、ガイドに沿って山を歩き、自然を解説してもらうプログラムなど、各地のビジターセンターでプログラムの内容は異なる。
調査・研究
ビジターセンターではその土地の動植物を案内・展示すると同時にその動植物の調査・研究も行っている。その母体はビジターセンターの運営団体であったり、有志の団体であったりとビジターセンターによって多様である。

## 日本のビジターセンター
日本のビジターセンターの運営主体は、環境省、地方公共団体（都道府県・市町村）、民間など、さまざまで、単独で運営されているものや、国庫の補助や有志など、さまざまな団体の援助により複合的に運営されているものもある。
- 知床国立公園羅臼ビジターセンター：北海道目梨郡羅臼町湯ノ沢町6-27
- 釧路湿原国立公園温根内ビジターセンター：北海道阿寒郡鶴居村温根内
- 旭岳ビジターセンター：北海道上川郡東川町旭岳温泉
- 層雲峡ビジターセンター：北海道上川郡上川町層雲峡
- 支笏湖ビジターセンター：北海道千歳市支笏湖温泉
- 十二湖ビジターセンター：青森県西津軽郡深浦町松神山国有林
- 白神山地ビジターセンター：青森県中津軽郡西目屋村田代神田61-1
- 十和田ビジターセンター：青森県十和田市奥瀬十和田湖畔休屋486
- 蔦温泉ビジターセンター：青森県十和田市奥瀬字蔦野湯
- 網張ビジターセンター：岩手県岩手郡雫石町長山小松倉1-2
- 松尾八幡平ビジターセンター：岩手県八幡平市柏台1-28
- 八幡平ビジターセンター：秋田県鹿角市八幡平字大沼2
- 玉川温泉ビジターセンター：秋田県仙北市田沢湖玉川渋黒沢
- 歩崎公園ビジターセンター：茨城県かすみがうら市坂1029-1
- 日光湯元ビジターセンター：栃木県日光市湯元官有無番地
- 塩原温泉ビジターセンター：栃木県那須塩原市塩原前山国有林
- 那須高原ビジターセンター：栃木県那須郡那須町湯本207番地2
- 草津ビジターセンター：群馬県吾妻郡草津町草津乙521
- 尾瀬山の鼻ビジターセンター：群馬県利根郡片品村戸倉中原山898-9
- 銚子ジオパークビジターセンター：千葉県銚子市双葉町3-6（銚子セレクト市場内）
- 九十九里ふるさと自然公園ビジターセンター：千葉県山武郡九十九里町片貝中央海岸
- 勝浦海中公園ビジターセンター：千葉県勝浦市吉尾174
- 大房岬ビジターセンター：千葉県南房総市富浦町多田良1212-29
- 館山野鳥の森ビジターセンター：千葉県館山市大神宮553
- 谷津干潟自然観察ビジターセンター：千葉県習志野市秋津5-1-1
- 北千葉導水ビジターセンター：千葉県柏市戸張新田四反町26
- 奥多摩ビジターセンター：東京都西多摩郡奥多摩町氷川171-1
- 山のふるさと村ビジターセンター：東京都西多摩郡奥多摩町川野1740
- 御岳ビジターセンター：東京都青梅市御岳山38-5
- 御岳インフォメーションセンター：東京都青梅市御岳本町332
- 小峰ビジターセンター：東京都あきる野市留原284-1
- 高尾ビジターセンター：東京都八王子市高尾町2176
- 足立区荒川ビジターセンター：東京都足立区千住5-13-5 学びピア21 4F
- 八丈ビジターセンター：東京都八丈町大賀郷2843
- 小笠原ビジターセンター：東京都小笠原村父島西町
- 宮ヶ瀬ビジターセンター：神奈川県愛甲郡清川村宮ヶ瀬940-15
- 丹沢湖ビジターセンター：神奈川県足柄上郡山北町玄倉515
- 西丹沢ビジターセンター（旧西丹沢自然教室）：神奈川県足柄上郡山北町中川867
- 箱根ビジターセンター：神奈川県足柄下郡箱根町元箱根旧札場164
- 秦野ビジターセンター：神奈川県秦野市堀山下1513
- 妙高高原ビジターセンター：新潟県妙高市池の平2248-4
- 欅平ビジターセンター：富山県黒部市宇奈月町黒部黒部奥山国有林地内
- 医王山ビジターセンター：石川県金沢市奥新保町22-13
- 市ノ瀬ビジターセンター：石川県白山市白峰ノ35-1
- 山梨県立富士ビジターセンター：山梨県南都留郡富士河口湖町船津剣丸尾6663-1（現山梨県立富士山世界遺産センター）
- 北杜市立みずがき湖ビジターセンター：山梨県北杜市須玉町比志3730-3
- 上高地ビジターセンター：長野県松本市安曇上高地
- 八島ビジターセンターあざみ館：長野県諏訪郡下諏訪町八島高原10618
- ピッキオビジターセンター：長野県北佐久郡軽井沢町星野
- 御嶽山ビジターセンター[1]
  - 長野県立御嶽山ビジターセンター「やまテラス王滝」：長野県王滝村[1]
  - 木曽町御嶽山ビジターセンター「さとテラス三岳」：長野県木曽町[1]
- 中部山岳国立公園奥飛騨ビジターセンター：岐阜県高山市奥飛騨温泉郷平湯[2]
- 堂ヶ島ビジターセンターピアドーム天窓：静岡県賀茂郡西伊豆町仁科2097-1
- 鳥羽ビジターセンター：三重県鳥羽市鳥羽1-2383-22
- 横山ビジターセンター：三重県志摩市阿児町鵜方875-24
- 京都丹波高原国定公園ビジターセンター：京都府南丹市美山町安掛23(道の駅美山ふれあい広場内)
- 吉野山ビジターセンター：奈良県吉野郡吉野町吉野山2430
- 大台ヶ原ビジターセンター：奈良県吉野郡上北山村小橡660-1
- 山陰海岸国立公園 鳥取砂丘ビジターセンター：鳥取県鳥取市福部町湯山2164-971
- 瀬戸内海国立公園 五色台ビジターセンター：香川県坂出市王越町1733-18
- 鐙瀬ビジターセンター：長崎県五島市野々切町1333-3
- 長者原ビジターセンター：大分県玖珠郡九重町田野255-33
- 天草ビジターセンター：熊本県上天草市松島町合津6311-1
- 都井岬ビジターセンター うまの館：宮崎県串間市大納42-1
- 高千穂河原ビジターセンター：鹿児島県霧島市霧島田口2583-12
- 桜島ビジターセンター：鹿児島県鹿児島市桜島横山町1722-29
- 指宿ビジターセンター：鹿児島県指宿市湊2-5-33
- 竹富島ビジターセンター ゆがふ館：沖縄県八重山郡竹富町字竹富2350[3]
- 黒島ビジターセンター：沖縄県八重山郡竹富町字黒島1[3]

## アメリカのビジターセンター
- グランド・キャニオン・ビジター・センター：アリゾナ州、グランドキャニオン国立公園[4]
- ファーニス・クリーク・ビジターセンター博物館：カリフォルニア州デスバレー国立公園[5]
- キラウエア・ビジター・センター：ハワイ州ハワイ島、ハワイ火山国立公園[6]
- オニヅカ・ビジター・センター：ハワイ州ハワイ島[7]
- ハレアカラ・ビジター・センター：ハワイ州マウイ島、ハレアカラ国立公園[8]
- ロイヤルコナビジターセンター：ハワイ州ハワイ島コナ[9]